# Pilar Valero
Pour les articles homonymes, voir Valero (homonymie).
María Pilar Valero Cebrián, née le 27 mai 1970 à Saragosse et morte le 7 novembre 2022 dans la même ville,, est une joueuse de basket-ball espagnole évoluant au poste d'arrière.

## Carrière

### Carrière en club
Elle évolue dans les catégories de jeunes du Banco Zaragozano jusqu'en 1988 puis évolue en équipe première jusqu'en 1992, remportant la Coupe d'Espagne en 1990.
Elle joue ensuite au Dorna Godella de 1992 à 1996 remportant le Championnat d'Espagne à quatre reprises (1993, 1994, 1995 et 1996), la Coupe d'Espagne en 1994 et 1995 et l'Euroligue féminine de basket-ball 1992-1993. Elle remporte le doublé Coupe-Championnat avec le Pool Getafe en 1997, puis évolue au Celta Banco Simeón  de 1997 à 2002, obtenant deux Championnats d'Espagne en 1999 et 2000 ainsi que la Coupe nationale en 2001. Elle joue ensuite au Club Baloncesto Ciudad de Burgos de 2002 à 2003, au Basket Zaragoza de 2003 à 2005, au CB Islas Canarias de 2005 à 2007 et au Real Club Celta Vigo de 2007 à 2011, au Basket Zaragoza de 2011 à 2012 et au Stadium Casablanca de Saragosse de 2011 à 2014.

### Carrière internationale
Elle compte plus de 100 sélections en équipe d'Espagne de basket-ball féminin, participant notamment au Championnat du monde de basket-ball féminin 1994 (8e), au Championnat du monde de basket-ball féminin 1998 (5e), au Championnat d'Europe de basket-ball féminin 1993 (remportant le titre), au Championnat d'Europe de basket-ball féminin 1995 (9e), et au Championnat d'Europe de basket-ball féminin 1997 (7e).